# Rúni Justinussen
Rúni Justinussen (Tórshavn, 28 giugno 1970) è un ex calciatore faroese, di ruolo difensore.

## Carriera

### Nazionale
Ha collezionato 1 presenze con la propria Nazionale.